# Zofia Bogusławówna
Zofia Bogusławówna (ur. przed lub w okr. 1380–1381, zm. ok. 1408) – żona Eryka (I), tytularnego króla Szwecji oraz Mikołaja V, księcia meklemburskiego z linii Werle na Waren; córka Bogusława VI, księcia wołogoskiego i rugijskiego oraz Judyty (Juty).

## Rodzina
Zofia była dwukrotnie mężatką. Z Erykiem (I), synem Albrechta Meklemburskiego, króla Szwecji i Ryszardy, hrabianki zwierzyńskiej. Z tego związku prawdopodobnie miała jedno dziecko, tj.
- NN, syna, córkę? (ur. przed 26 lipca 1397, zm. ?)[2].

Z Mikołajem V, synem Jana VI, pana na Werle–Goldberg i Waren oraz Agnieszki meklemburskiej doczekała się córki, tj.
- Jutty (ur. ?, zm. przed 1427) – żony Henryka, księcia meklemburskiego na Stargardzie[3].

### Genealogia
| Barnim IV Dobry ur. w okr. 1319–1320 zm. 22 VIII 1365 | Barnim IV Dobry ur. w okr. 1319–1320 zm. 22 VIII 1365 |                                              |                                              | Zofia ur. w okr. 1324–1325 zm. zap. 5 IX 1364 | Zofia ur. w okr. 1324–1325 zm. zap. 5 IX 1364 |  |  | Eryk II ur. ? zm. 1368 | Eryk II ur. ? zm. 1368 |                                                        |                                                        | Agnieszka holsztyńska ur. ? zm. 1387 | Agnieszka holsztyńska ur. ? zm. 1387 |
|                                                       |                                                       |                                              |                                              |                                               |                                               |  |  |                        |                        |                                                        |                                                        |                                      |                                      |
|                                                       |                                                       |                                              |                                              |                                               |                                               |  |  |                        |                        |                                                        |                                                        |                                      |                                      |
|                                                       |                                                       | Bogusław VI ur. 1354 lub 1356 zm. 7 III 1393 | Bogusław VI ur. 1354 lub 1356 zm. 7 III 1393 |                                               |                                               |  |  |                        |                        | Judyta (Juta) ur. przed 10 VIII 1360 zm. po 11 XI 1388 | Judyta (Juta) ur. przed 10 VIII 1360 zm. po 11 XI 1388 |                                      |                                      |
|                                                       |                                                       |                                              |                                              |                                               |                                               |  |  |                        |                        |                                                        |                                                        |                                      |                                      |
|                                                       |                                                       |                                              |                                              |                                               |                                               |  |  |                        |                        |                                                        |                                                        |                                      |                                      |
|                                                       |                                                       |                                              |                                              |                                               |                                               |  |  |                        |                        |                                                        |                                                        |                                      |                                      |

|                            |                            | 1 Eryk (I) ur. ? zm. 26 VII 1397 OO w okr. 12–13 II 1396 | 1 Eryk (I) ur. ? zm. 26 VII 1397 OO w okr. 12–13 II 1396 | Zofia Bogusławówna (przed lub w okr. 1380–1381, zm. ok. 1408) | Zofia Bogusławówna (przed lub w okr. 1380–1381, zm. ok. 1408) | 2 Mikołaj V ur. ? zm. najp. 1417 OO w okr. 7 IV 1398–23 II 1399 | 2 Mikołaj V ur. ? zm. najp. 1417 OO w okr. 7 IV 1398–23 II 1399 |  |  |
|                            |                            |                                                          |                                                          |                                                               |                                                               |                                                                 |                                                                 |  |  |
|                            |                            |                                                          |                                                          |                                                               |                                                               |                                                                 |                                                                 |  |  |
|                            | 2                          |                                                          | 1                                                        |                                                               |                                                               |                                                                 |                                                                 |  |  |
| Jutta ur. ? zm. przed 1427 | Jutta ur. ? zm. przed 1427 | p. NN (syn, córka?) ur. przed 26 VII 1397 zm. ?          | p. NN (syn, córka?) ur. przed 26 VII 1397 zm. ?          |                                                               |                                                               |                                                                 |                                                                 |  |  |

### Źródła online
- Cawley Ch, Mecklenburg. Table of contents. Herren zu Werle 1230-1425, Fürsten zu Wenden 1418-1425 (ang.) [w]: Mediewal Lands. A prosopography of medieval European noble and royal families (ang.), [dostęp 2012-01-13].

### Opracowania
- Edward Rymar, Rodowód książąt pomorskich, Szczecin: Książnica Pomorska im. Stanisława Staszica, 2005, ISBN 83-87879-50-9, OCLC 69296056. Brak numerów stron w książce